# ماریچیچه
ماریچیچه (به صربی: Maričiće) یک منطقهٔ مسکونی در صربستان است که در کورشوملیا واقع شده‌است. ماریچیچه ۵۴ نفر جمعیت دارد.